# Melanagromyza vicunensis
Melanagromyza vicunensis är en tvåvingeart som beskrevs av Spencer 1982. Melanagromyza vicunensis ingår i släktet Melanagromyza och familjen minerarflugor. Inga underarter finns listade i Catalogue of Life.